# لوائح اليويفا للعب المالي النظيف

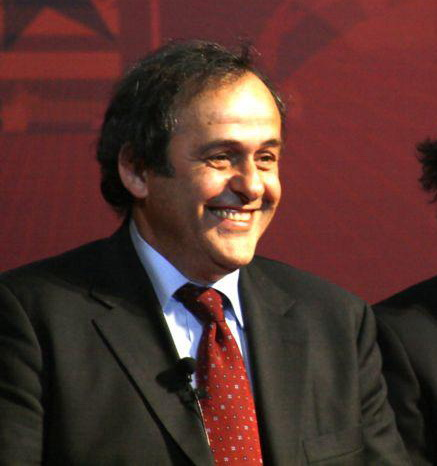
ميشيل بلاتيني الرئيس السابق لليويفا

قوانين اليويفا للنزاهة المالية (بالإنجليزية: UEFA Financial Fair Play Regulations)‏ هو مشروع قدم من قبل اللجنة التنفيذية في الاتحاد الأوروبي في سبتمبر 2009، وتسعى إلى أن تسدد الأندية الديون التي تتكبدها مما يؤدي بهم على المدى الطويل، إلى اكتفاء ذاتي مالي.
حيث تنص قواعد اللعب المالي النظيف على عدم السماح للنادي بالإنفاق أكثر من دخله، ويستثنى من ذلك مصاريف الملاعب والبنية التحتية، في حين يدخل فيها كل الأجور سواء للاعبين أوالموظفين وباقي المصاريف التي تشمل تشغيل النشاط الكروي.

## خلفية
في التقرير الذي عرضه الإتحاد الأوروبي لكرة القدم في 2009، أن نصف الأندية البالغ عددها 655 قد تحملت خسائر مادية في السنة السابقة. 20% منها في وضع مالي خطير. وفي الأشهر الأولى من عام 2012، أكدت البيانات الواردة نشهد أن ديون أندية كرة القدم حوالي 1.6 مليار يورو وينمو بنسبة 36٪، في حين أن 75٪ من الأندية غير قادرة على تحقيق التوازن في الميزانية.
إن تحقيق مبدأ اللعب النظيف داخل الملعب وخارجه وتحقيق العدل والمساواة في عالم كرة القدم هو الغاية من تطبيق هذا النظام الصارم. فإجبار الأندية على الوصول ما يُطلق عليه في علم الاقتصاد بنقطة التعادل (بالإنجليزية: break-even point)‏ وهي النقطة التي تتساوى فيها الأرباح والخسائر يصب في صالح كرة القدم. مما يجبر الأندية على تقييد الإنفاق المبالغ فيه و الإهتام بقطاع الناشئين. و سَتُجبَر الأندية على الاهتمام بالجانب التسويقي وإيجاد موارد دخل جديدة لكي تتمكن من الصرف كما تريد.
أيضا من أهداف النظام التحكم في مستوى التضخم في عالم الكرة، فمثلا ريال مدريد اشترى كريستيانو رونالدو بمبلغ 94 مليون يورو، و منع إفلاس الأندية مثلما حدث مع عدة أندية مثل ليدز يونايتد، فيورنتينا و لاتسيو.

## الأهداف
1. حماية سلامة ونزاهة مسابقات الاتحاد الأوروبي
2. تحسين القدرة الاقتصادية والمالية للأندية وزيادة الشفافية والمصداقية.
3. تخفيف الضغـط على المرتبات ومبالغ الانتقالات والحدّ من تأثير التضخم.
4. تشجيع الاستثمار في قطاع الفئات السنية والبنية التحتية على المدى الطويل.
5. جعل الأندية بمستوى مالي متقارب بحيث يمكن لها المنافسة.
6. تشجيع الأندية على العـمل على أساس إيراداتها الخاصة،، الإنفاق على المدى الطويل لمصلحة كرة القدم والعـمل بناءً على إيراداتها الخاصة.
7. تهيئة البنية التحتية للأندية لتوفير منشآت ملائمة، آمنة ومُجهزة جيداً للاعبين، الجماهير وممثلي وسائل الإعلام.

## القوانين
بدأ قوانين النزاهة المالية بالتطبيق منذ 2011 وحتى بداية موسم عام 2014. والهدف أن يصل الإنفاق في الأندية إلى ما يُطلق عليه في علم الاقتصاد بنقطة التعادل (بالإنجليزية: break-even point)‏ وهي النقطة التي تتساوى فيها الأرباح والخسائر. معنى أن الأندية يجب أن لا تتجاوز نفقاتها إيرادتها الرياضية فقط (مبالغ الانتقالات، إيرادات التذاكر والبث، الدعايات والمبيعات التجارية).
- بدأ تطبيق هذا النظام بداية عام 2012 .
- النظام يمنع الأندية أن تكون مديونة لأندية أخرى(وسيبدأ تطبيق هذه الجزئية عام 2011).
- في أول موسمين سيراقب الويفا سير الأمور المالية للنوادي وتقاريرها السنوية بحيث يكون مقدار الخسائر محدد في كل موسم و يستمر بالتنزرل تدريجيا:
  - مقدار الخسائر 45 مليون يورو كحد أقصى للخسائر في الموسم الأول (2011-2012)
  - 30 مليون يورو في الموسم الثاني (2012-2013)
  - 15 مليون يورو في الموسم الثالث (2013-2014)
  - صفراً في موسم (2014-2015)
- في الفترة ما بين (2011-2014) الحد الأقصى لمجموع الخسائر المسموح به هو 50 مليون دولار أمريكي
- ويسمح لملاك الأندية بتسديد الديون على النادي خلال هذه الفترة فقط أي لغاية 2013-2014.
- موسم 2013-14 & 2014-15 سيسمح للمستثمرين وملاك النادي بالمساهمة بمبلغ 45 مليون يورو، بعد موسم 2015 سيقلص هذا الرقم إلى 30 مليون يورو للمواسم (2015-16 & 2016-17 & 2017-18).
- تتدرج العـقوبات من إنذار إلى المنع من التعـاقدات إلى الاستبعـاد من المشاركة في مسابقات الاتحاد الأوروبي ابتداءً من موسم 2014-2015.

## وصلات خارجية
- www.financialfairplay.co.uk
- http://vb.almilan.com/showthread.php?t=106656